# Robby Dannenberg (Drehbuchautor)
Robert Raoul Dannenberg (* 23. August 1976 in Essen) ist ein deutscher Drehbuchautor und Regisseur.

## Leben
Dannenberg besuchte von 1987 bis zum bestandenen Abitur 1996 das Gymnasium Borbeck in Essen. Die Teilnahme an einem Filmworkshop im Jahr 1997 an der New York University erweckte sein Interesse am Filmschaffen. In Folge nahm er an der Werbe- und Medienakademie Marquardt (WAM) in Dortmund ein Studium zum Diplom Film- und Fernsehwirt auf, das er 2001 abschloss. Anschließend studierte er an der Filmakademie Baden-Württemberg und schloss dieses Studium 2006 als Diplomdrehbuchautor ab.
2007 war er beteiligt am Drehbuch zu Evi Goldbrunners und Joachim Dollhopfs siebenminütigem Kurzfilm I don't feel like dancing. Der mehrfach ausgezeichnete Film wurde auf zahlreichen Filmfestivals in rund 40 Staaten vorgeführt und 2011 auf arte gezeigt.
Dannenberg lebt in Mülheim an der Ruhr und arbeitet vorwiegend mit Stefan Scheich zusammen. Für die Autorentätigkeit für die Serie Der letzte Bulle wurde dem Duo Dannenberg und Scheich 2011 der Bayerische Fernsehpreis verliehen. Die Serie selbst wurde 2012 mit dem Deutschen Fernsehpreis in der Kategorie „Beste Serie“ ausgezeichnet.

## Filmografie
- 2002: Das Klassentreffen (Kurzfilm; Regie zusammen mit Sassan Haschemi)
- 2006: Vassko – Irgendwo im Nirgendwo (Drehbuch zusammen mit Scheich; Regie Andreas Menck)
- 2007: Knirsch (Kurzfilm; Drehbuch zusammen mit Felix Kriegsheim, Tamara Lardori und Zubin Sethna; Regie: Zubin Sethna)
- 2007: Kookaburra – Der Comedy Club (Episodendrehbücher)
- 2007: I don't feel like dancing (Kurzfilm; Drehbuchmitarbeit; Regie und Drehbuch Evi Goldbrunner und Joachim Dollhopf)
- 2011–2013: Der letzte Bulle (neun Episodendrehbücher mit Scheich und anderen)
- 2013–2016: Falco (22 Episodendrehbücher mit Scheich und anderen)
- 2014: Der Knastarzt – Sterbehilfe (drei Episodendrehbücher mit Scheich)
- 2016: Der Lehrer – Topf … Deckel … (Episodenbereich mit Scheich und Yannick Posse; Regie Peter Stauch)